# Ulf Kristersson
Ulf Hjalmar Ed Kristersson (Lund, 29 de dezembro de 1963) é um político sueco que atua como primeiro-ministro da Suécia e líder do Partido Moderado. É membro do Parlamento para o condado de Södermanland desde 2014 e anteriormente de 1991 a 2000 para o condado de Estocolmo. Previamente, atuou como Ministro da Previdência Social de 2010 a 2014 e Presidente da Liga da Juventude Moderada de 1988 a 1992.
Em 11 de dezembro de 2014, foi nomeado Ministro-Sombra das Finanças do Partido Moderado e porta-voz da política econômica Em 1 de setembro de 2017, Kristersson anunciou estar concorrendo à liderança do Partido Moderado depois que Anna Kinberg Batra deixou o cargo. Desde as eleições gerais de 2018, o Partido Moderado sob sua liderança abriu-se aos Democratas Suecos e, no final de 2021, formou uma aliança informal de direita com eles e dois partidos de centro-direita da dissolvida Aliança. Após as eleições gerais de 2022, o bloco de direita obteve a maioria no Parlamento, levando à eleição de Kristersson como primeiro-ministro em 17 de outubro de 2022.
É formado em Economia pela Universidade de Uppsala.

## Carreira

### Primeiro-ministro
Kristersson liderou o Partido Moderado durante a campanha de 2022. Embora seu partido tenha diminuído em assentos e perdido o segundo lugar pela primeira vez desde 1976, o bloco de centro-direita obteve maioria absoluta, resultando na renúncia de Magdalena Andersson e sua nomeação como primeiro-ministro pelo presidente Andreas Norlén. Kristersson sinalizou sua preferência por um governo de coalizão entre Moderado, seu próprio partido, Democratas Cristãos e Liberais com apoio dos Democratas Suecos.
Em 14 de outubro de 2022, Kristersson apresentou o Tidöavtalet, um acordo entre Moderados, Democratas Cristãos, Liberais e Democratas Suecos. Isso resultou nos três primeiros partidos buscando um mandato para um novo governo no Parlamento, com os democratas suecos recebendo uma forte influência como confiança e oferta. Em 17 de outubro de 2022, Kristersson foi aprovado como primeiro-ministro pelo Parlamento com 176 a 173 votos. Em 18 de outubro de 2022, Kristersson tornou-se oficialmente o novo primeiro-ministro da Suécia e, durante uma reunião no Parlamento, anunciou os membros de seu gabinete.